# Львов, Анатолий Дмитриевич
Анатолий Дмитриевич Львов (4 ноября 1949, Курган — 9 февраля 2008, Курган) — российский искусствовед, журналист, поэт, педагог, художник. Член четырёх творческих союзов. Автор слов гимна Курганской области.

## Биография
Анатолий Дмитриевич Львов родился 4 ноября 1949 года в городе Кургане Курганской области.
Учился в г. Кургане в школе № 24 (1—8 класс) и школе № 38 (9—10 классы). Школьником начал участвовать в передачах местного телевидения.
С февраля 1968 года работал художником в Гастрономторге, г. Курган.
С декабря 1968 года работал художником в Курганском областном краеведческом музее.
С октября 1970 года работал методистом в Курганском областном Доме художественной самодеятельности.
С ноября 1972 года по ноябрь 1973 года проходил воинскую службу в рядах Советской Армии, в Киргизской ССР, рядовой, после службы получил офицерское звание.
В 1973 году заочно окончил факультет теории и истории искусств Ленинградского института живописи, скульптуры и архитектуры им. И.Е. Репина Академии художеств СССР по специальности искусствовед.
С ноября 1973 года по январь 1977 года работал зав. отделом в редакции курганской областной молодежной газеты «Молодой ленинец».
В 1975-1982 годах — научный сотрудник Курганского областного краеведческого музея.
С января 1977 года работал редактором художественных программ радио в Курганском областном комитете по телевидению и радиовещанию.
С 1977 года член Союза журналистов СССР, затем Союза журналистов России.
С января 1982 года работал заместителем директора по научной работе Курганского областного художественного музея. Один из инициаторов его создания.
С 1985 года член Союза художников СССР, затем Союза художников России.
С января 1987 года работал директором Курганского театра драмы.
С мая 1989 года работал директором Курганского областного художественного музея.
С 1990 года член Союза театральных деятелей РСФСР, затем Союза театральных деятелей Российской Федерации.
С 1995 года — ученый секретарь Курганского областного художественного музея.
С августа 1996 года работал преподавателем истории искусств в школе-гимназии № 27 г. Кургана, учитель высшей категории. 
С марта 2005 года член Союза писателей России, состоял на учёте в Курганской областной писательской организации.
Анатолий Дмитриевич Львов умер 9 февраля 2008 года в городе Кургане. Похоронен на Зайковском кладбище города Кургане Курганской области, участок 6.2.

## Творчество
Анатолий Дмитриевич много путешествовал: был во всех республиках бывшего СССР, в шести странах за рубежом, работал в археологических экспедициях на Памире и в Крыму. 

### Искусствоведение
Опубликовал более 350 научно-популярных статей в периодической печати, в книгах «Художники Зауралья», «Курганская область», «Удивительный лом – театр», журналах «Художник», «Театральная жизнь», «Урал», «Тобол», «Наука и образование Зауралья», «Музей и мы», в научных сборниках и каталогах, изданных в Кургане, Москве, Новосибирске, Тюмени, Когалыме. 
Опубликовал более 40 каталогов выставок художников Урала и Зауралья.
- Художники Зауралья: справочник-путеводитель / сост. А. Львов. — Курган, 1985. — 120 с.

### Поэзия
Стихи начал писать в 1966 году. Автор поэтических подборок в коллективных сборниках и книгах «Фольклор и литература Зауралья», «Сибирские огни», «Нежданные встречи» (Курган), «Глагол» (Москва). 
Автор поэтических книг:
- Львов А. Д. Эхо дней. — Курган: Куртамышская типография, 2002. — 256 с.
- Львов А. Д. По кругу. — Курган: Куртамышская типография, 2004. — 135 с. — ISBN 5-98271-018-0.
- Львов А. Детский парк. — Куртамыш: Куртамышская типография, 2007. — 306 с. — ISBN 978-5-98271-075-8.
- Львов А. Избранное. — Курган: Центр «Отклик», 2009. — 100 с. — 500 экз.[7]

24 мая 2016 года утверждён гимн Курганской области, автор музыки А.И. Фадеев, автор текста А.Д. Львов.

## Награды и премии
- Дипломант Союза художников России
- Дипломант областных конкурсов «Дары Мельпомены», «Театральные посиделки», «Грандапрель комедия».
- Лауреат премии в номинации «Литература и искусство» Губернатора Курганской области
- Лауреат курганской городской премии «Признание»
- Призёр международного конкурса журнала «Юность» (1993 год)

## Семья
- Мать — Ольга Аристарховна (25 марта 1927 — 23 июня 2014).
- Жена — Светлана Ивановна, старший редактор Курганской гостелерадиокомпании[10].
  - Две дочери Анна и Мария[11].